# Aneboda församling
Aneboda församling var en församling i Växjö stift, i Växjö kommun, Kronobergs län. Församlingen uppgick 2010 i Aneboda-Asa-Bergs församling.
Församlingskyrka var Aneboda kyrka.

## Administrativ historik
Församlingen utbröts någon gång före 1346 ur Bergs församling.
Församlingen utgjorde under medeltiden ett eget pastorat för att senare vara annexförsamling i pastoratet Moheda, Ör och Aneboda. År 1962 bildade församlingen pastorat med Bergs och Asa församlingar. Församlingen uppgick 2010 i Aneboda-Asa-Bergs församling
Församlingskod var 078024.